# 下九一色村
下九一色村（しもくいしきむら）は山梨県西八代郡にあった村。現在の市川三郷町の東半、南巨摩郡身延町の北東端にあたる。

## 地理
- 山：大畠山、蛾ヶ岳、大平山、釈迦ヶ岳、三方分山
- 河川：芦川

## 歴史
- 1889年（明治22年）7月1日 - 町村制の施行により、九一色村の一部（大字折門・八坂・下芦川・三帳・高萩・垈・中山・畑熊）の区域をもって発足。
- 1954年（昭和29年）11月3日 - 下記の変更により下九一色村廃止。
  - 大字畑熊・中山・垈・高萩・三帳・下芦川が大塚村・上野村と合併して三珠町が発足。
  - 大字折門・八坂が古関村に編入。
- 1956年（昭和31年）9月30日 - 古関村が下部町・久那土村・共和村と合併し、改めて下部町が発足。
- 2004年（平成16年）9月13日 - 下部町が南巨摩郡身延町・中富町と合併し、改めて南巨摩郡身延町が発足。
- 2005年（平成17年）10月1日 - 三珠町が市川大門町・六郷町と合併して市川三郷町が発足。